# Karl-Erik Svartberg
Karl-Erik Svartberg, född 4 mars 1930 i Askums församling, Göteborgs och Bohus län, död i 20 februari 2011 i Partille, Göteborgs och Bohus län,  var en svensk socialdemokratisk politiker, som mellan 1975 och 1994 var riksdagsledamot, invald i Göteborgs och Bohus läns valkrets.
År 1995-1999 var Svartberg generalsekreterare för den katolska hjälporganisationen Caritas Sverige.